# Дикран Мюленбека
Дикран Мюленбека (Dicranum muehlenbeckii) — вид мохів порядку дикранальних (Dicranales).

## Поширення
Батьківщиною є Європа, Північна Америка, Азія.
Населяє гумусний і піщаний ґрунт на скелях, обривах, часто над валунами та серед скель у відкритому лісі або на відкритих місцях.

## Характеристика
Рослини в щільних пучках, зелені до жовтувато-зелених, матові. Стебла 3–7 см, густо-запушені червонувато-коричневими ризоїдами. Листки прямовисно-розпростерті, сильно ребристі до хрустких у сухому стані, гладкі, (4)5–6.5(8) × 0.5–1 мм, знизу увігнуті, зверху трубчасті, ланцетні, загострені; поля суцільні внизу, злегка зазубрені до цілого зверху. Коробочкові ніжки 1.3–3 см, поодинокі, жовтувато-жовтувато-коричневі. Коробочка 2–4 мм, довгоциліндрична, від дугастої і нахиленої до ± прямої, гладка, в сухому стані смугаста, жовтувато-коричнева. Спори 14–24 мкм. Коробочки дозрівають влітку.